# Пам'ятник Небесній сотні (Макіївка)

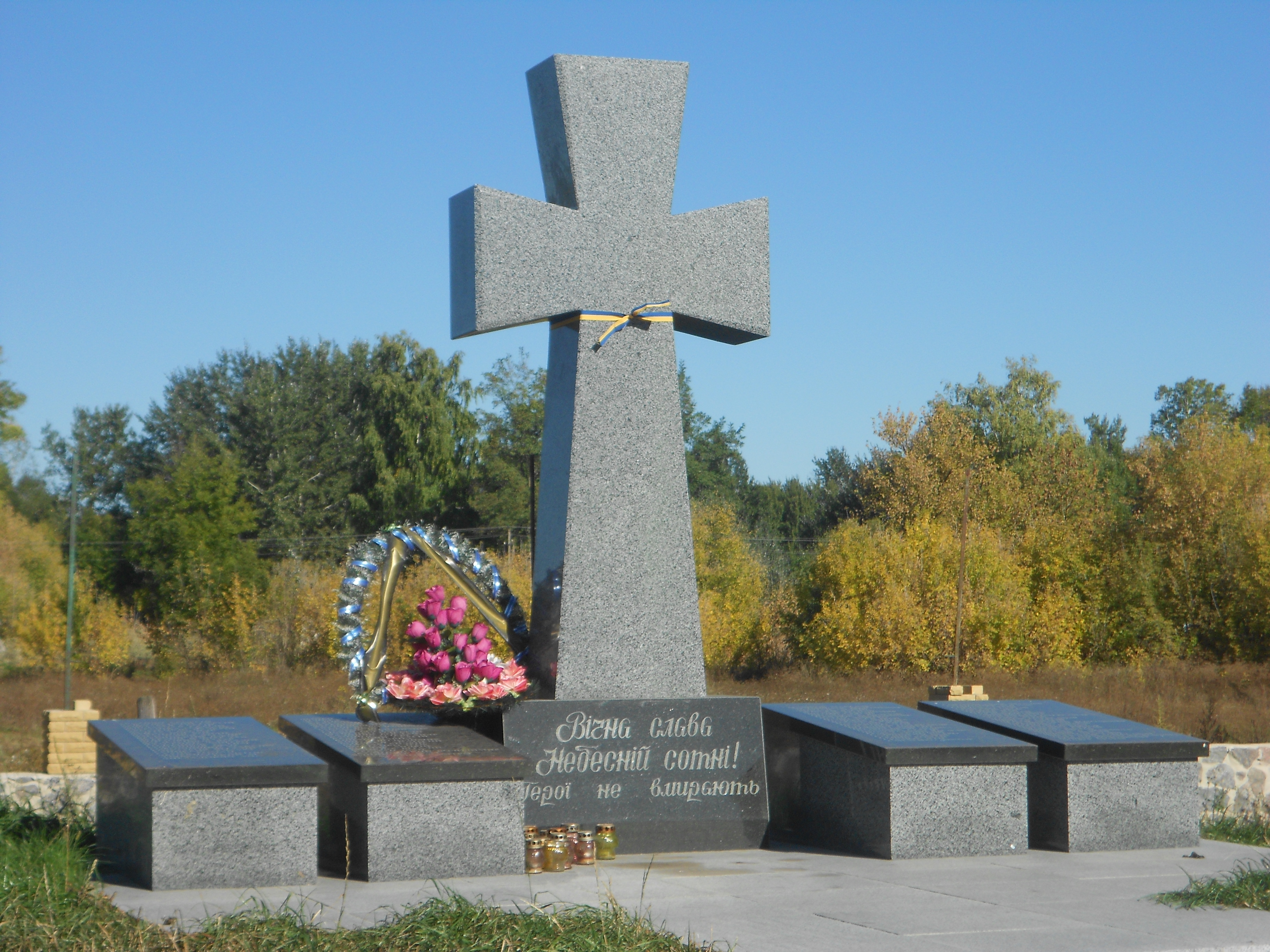

В селі Макіївка Носівського району був відкритий перший в Чернігівській області пам'ятник Героям Небесної сотні.
Пам'ятник збудували у вигляді козацького хреста і встановили на подвір'ї сільського храму.
Виготовлення монументу стало можливим завдяки ініціативі та фінансовій підтримці місцевого керівника фермерського господарства «Вікторія» Миколи Фенюка. За його словами, селяни з Макіївки одними з перших поїхали на Майдан виборювати свободу і боротися проти диктатури Януковича.

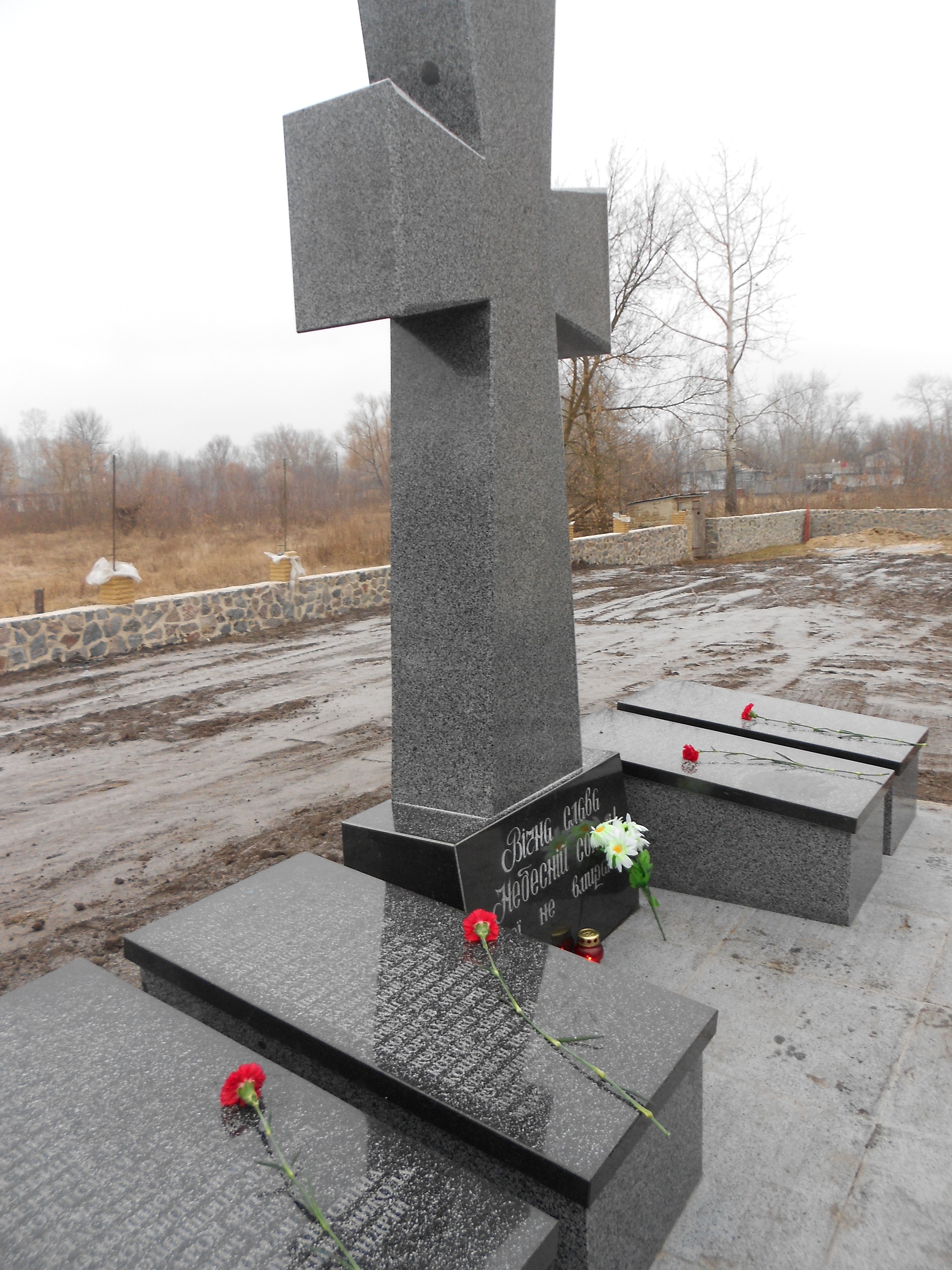
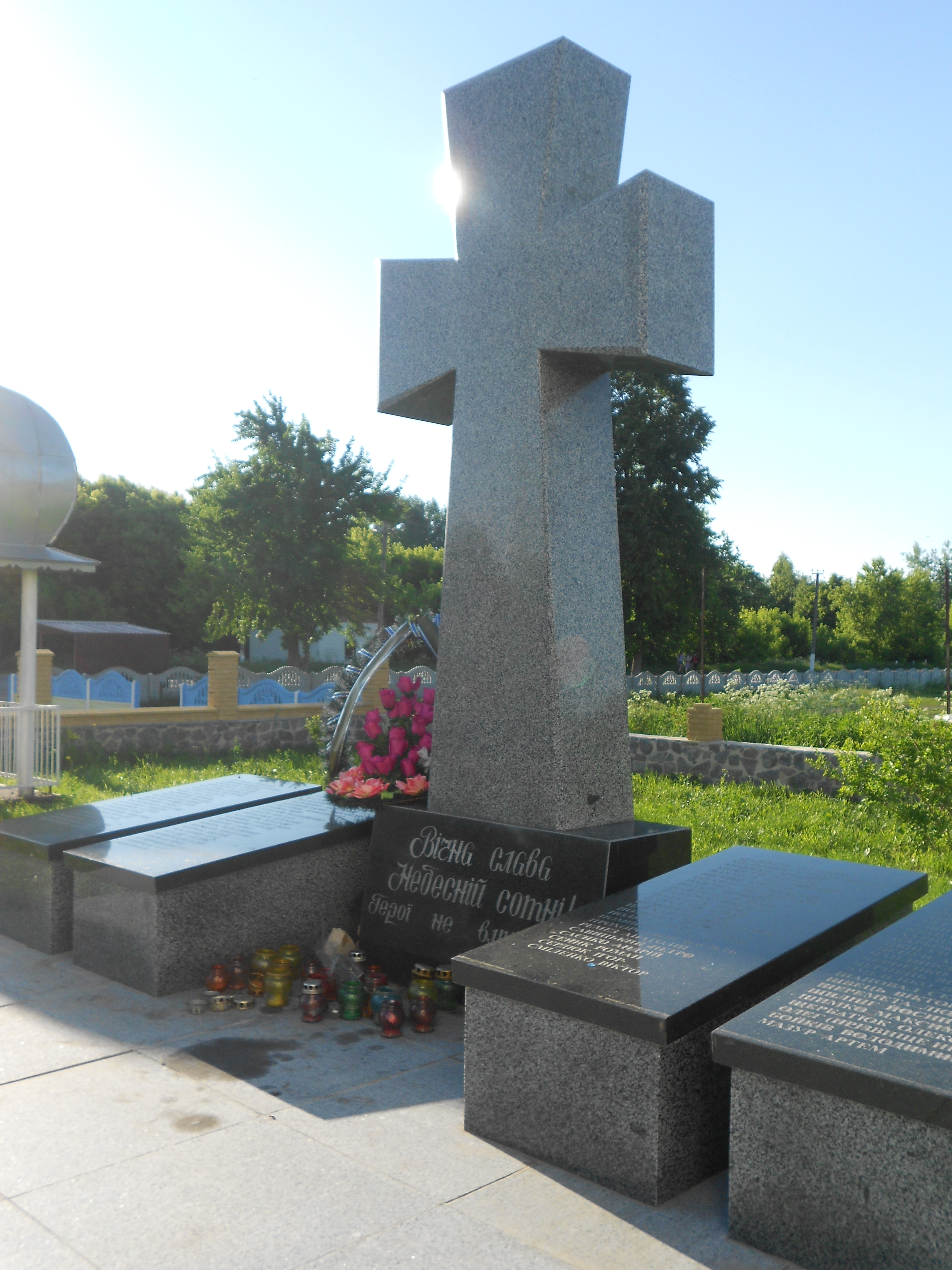